# Баматов, Гаджи Абидович
Гаджи́ Аби́дович Бама́тов (16 февраля 1982; Махачкала, Дагестанская АССР, РСФСР, СССР) — российский футболист. Бо́льшую часть карьеры провёл в махачкалинском «Анжи».

## Биография
Воспитанник дагестанского футбола. Карьеру игрока начал в Третьей лиге, во второй команде «Анжи», забив за «Анжи-2» 21 мяч в 34 играх. В 1998 году дебютировал за основной состав «Анжи», проведя успешный сезон. В 1999 году вместе с клубом добился права выступления в Высшем дивизионе. 1 апреля 2000 года в выездном матче против Санкт-Петербургского «Зенита», выйдя на 35-й минуте встречи на замену Мураду Рамазанову дебютировал в матчах высшего эшелона страны. Единственный мяч в матчах премьер-лиги забил 17 ноября 2002 года в последнем туре выездной встречи в ворота «Уралана». В 2003 году на правах аренды выступал за воронежский «Факел». Завершил карьеру в «Анжи» в 2007 году.
В составе сборной России до 16 лет играл на чемпионате Европы 1999 года в Чехии.

## Достижения
- Победитель первого дивизиона первенства России 1999
- Финалист Кубка России 2000/01